# Pomorska Chorągiew Harcerzy ZHR
Pomorska Chorągiew Harcerzy ZHR im. hm RP Tomasza Strzembosza – jednostka terytorialna Organizacji Harcerzy ZHR. Zrzesza hufce i związki drużyn działające na terenie województwa pomorskiego i województwa warmińsko-mazurskiego.

## Hufce i związki drużyn podległe Chorągwi
- 1 Gdański Hufiec Harcerzy "Widmo"
- 2 Gdański Hufiec Harcerzy "Morena"
- 3 Gdański Hufiec Harcerzy "Nil"
- 4 Gdański Hufiec Harcerzy "Grot"
- Gdyński Hufiec Harcerzy "Pasieka"
- 2 Gdyński Hufiec Harcerzy "Zbroja" im. rotm. Witolda Pileckiego
- 3 Gdyński Hufiec Harcerzy "Pojutrze"(do 2023)
- Gdyński Związek Drużyn Harcerzy "Kuźnia"
- Rumski Hufiec Harcerzy
- Warmiński Hufiec Harcerzy "Płomienie"
- Wejherowski Hufiec Harcerzy im. Ochotniczej Kompani Harcerskiej

## Komendanci Pomorskiej Chorągwi Harcerzy ZHR
- hm. Maciej Karmoliński (22 maja 1989 – 15 maja 1991)
- hm. Michał Rzepiak (15 maja 1991 – 22 czerwca 1993)
- (p.o.) phm. Tomasz Brodewicz (22 czerwca 1993 – 28 maja 1997)
- (p.o.) phm. Maciej Starego (28 maja 1997 – 28 listopada 2000)
- (p.o.) phm. Paweł Bajurski (28 listopada 2000 – 13 września 2004)
- (p.o.) phm. Artur Nowak (13 września 2004 – 23 kwietnia 2008)
- (p.o.) phm. Arkadiusz Witer (23 kwietnia 2008 – 2010)
- hm. Maciej Starego (2010 – 2012)
- (p.o.) phm. Paweł Korzenecki (2012 – 2016)
- hm. Artur Nowak (2016 - 29 października 2019[1])
- (p.o.) phm. Piotr Malinowski (29 października 2019 - teraz[1])
- hm. Michał Baranowski
- hm. Bernard Kiedrowicz